# Jaskyňa zlomísk
Jaskyňa zlomísk (pol. Jaskinia Złomisk) – jaskinia krasowa w masywie Krakowej Hali w północnej części Niżnych Tatr na Słowacji. Wg danych Zarządu Jaskiń Słowackich z dnia 1 kwietnia 2010 r. miała ona głębokość 147 m oraz długość korytarzy 10 668 m, co dawało jej wówczas 5. miejsce na liście najdłuższych jaskiń Słowacji. Według danych Slovenskej speleologickej spoločnosti z 9 lutego 2012 r. była ona na 6. miejscu na liście najdłuższych jaskiń słowackich (wyprzedziła ją Štefanová jaskyňa z długością 11323 m). Według stanu na 1 marca 2016 r. jaskinia z długością korytarzy 11 248 m była na 7. miejscu najdłuższych jaskiń Słowacji, a z głębokością 148 m - na 20. miejscu najgłębszych jaskiń tego kraju.

## Położenie
Jaskinia leży na terenie katastralnym wsi Liptovský Ján w powiecie Liptowski Mikułasz, w kraju żylińskim. Korytarze i komory jaskini rozwinęły się we wschodnich zboczach masywu Krakowej Hali, a konkretnie – jej wschodniego ramienia, kulminującego w szczycie Zadný vrch (1479 m n.p.m.), nisko nad poziomem Doliny Jańskiej, w pobliżu Jaskini Niedźwiedziej. Jest najdłuższą jaskinią Doliny Jańskiej. Dwa istniejące obecnie wejścia do jaskini znajdują się w środkowej części krasowego odcinka Doliny Jańskiej, powyżej jej przewężenia nad wywierzyskiem potoku Szczawnica (zwanym v Hlbokom lub Hlboké), na jej zachodnim zboczu, na wysokościach 809 m n.p.m. i 854 m n.p.m. (odpowiednio 19 i 64 m nad tokiem Szczawnicy). Górne wejście jest wejściem naturalnym. Znane było od dawna jako Jožova jaskyňa. Drugie, niższe wejście, zostało wykonane sztucznie w celu łatwiejszego dostępu do wnętrza jaskini w okresie jej eksploracji.

## Charakterystyka
Jaskinia Złomisk powstała w masywnych warstwach siwych, żyłkowanych wapieni guttensteinskich pochodzących ze środkowego triasu i zaliczanych do serii białowaskiej płaszczowiny choczańskiej. Przedstawia sobą skomplikowany labirynt korytarzy i niewielkich komór, rozwinięty w 3 - 4 poziomach. Poszczególne części jaskini mają różną genezę i dyspozycję przestrzenną. Rozległa sieć korytarzy o przebiegu horyzontalnym była wymyta podziemnymi wodami pochodzącymi z granitowego jądra Niżnych Tatr. Korytarze te są połączone między sobą licznymi pionowymi studniami i ukośnymi sztolniami, które z kolei są dziełem autochtonicznych wód, pochodzących z wyżej położonego masywu krasowego.
Na dzisiejszym wyglądzie jaskini swe piętno odcisnęły również inne czynniki, jak korozja wywołana wodami z opadów atmosferycznych wzdłuż szczelin i pęknięć skał oraz przemarzanie peryglacjalne połączone z procesami grawitacyjnymi, co było przyczyną zawałów w wielu miejscach jaskini.
Jaskinia posiada piękną szatę naciekową, którą dzięki zawartym w wodzie związkom metali (głównie żelaza) cechuje niebywałe bogactwo kolorów - od śnieżnej bieli przez pomarańcz, czerwień po brąz. Specyficznymi formami naciekowymi są cienkie stalaktyty („makarony”) oraz pałkowate stalagmity, wyrastające z piaszczystych sedymentów, pochodzących z krystalicznego jądra Niżnych Tatr. Dalszy rozwój jaskini ma obecnie miejsce w jej najniższych partiach, w których występuje aktywny tok wodny z kilkoma syfonami.

## Historia eksploracji
Górne wejście do jaskini jest łatwo dostępne i prawdopodobnie od dawna było znane miejscowym pasterzom i robotnikom leśnym. Jaskinię Złomisk odkrył dla nauki w 1954 roku Stanislav Šrol (1925-1992), liptowski speleolog, współodkrywca Jaskini Pokoju w Dolinie Demianowskiej, który doprowadził do przekopania dolnego wejścia i przeprowadził pierwszą eksplorację jaskini.
Dziś tradycyjnie system korytarzy dzieli się na tzw. Starą Jaskinię (słow. Stará jaskyňa) oraz Nowe Części (słow. Nové časti). Stara jaskinia, eksploatowana w 1954 r., o łącznej długości korytarzy ciągnących się w kierunku zachodnim, pod dolinkę Hlboké, nieco ponad 2,5 km, kończy się rozległymi podziemnymi jeziorami. Nowe części, które odkrył wiosną 1996 r. zespół, którym kierował P. Holûbek, są kilkakrotnie dłuższe, a ich najniższe partie leżą ok. 30 m poniżej powierzchniowego koryta Szczawnicy.
Barwiąc wody w jeziorze o nazwie Tichá tôňa, w najniższych partiach jaskini, wykazano łączność Jaskini Złomisk z niedaleką Jaskinią v Hlbokom, jednak nurkowie nie zdołali przedostać się przez dzielące je syfony.

## Przyroda jaskini i jej ochrona
W jaskini zimują 4 gatunki nietoperzy, spośród których najliczniejszy jest nocek duży. Fauna bezkręgowców nie została dotychczas zbadana.
Jaskinia leży na terenie Parku Narodowego Niżne Tatry, na obszarze rezerwatu przyrody Jánska dolina. W 2001 r. jaskinia została ogłoszona pomnikiem przyrody (Rozporządzenie Ministerstwa Środowiska Przyrodniczego Republiki Słowackiej nr 292/2001 Z.z. z 9 lipca 2001 r. z datą obowiązywania od 1 sierpnia 2001 r.).

## Turystyka
Jaskinia nie jest udostępniona do zwiedzania turystycznego.